# Manfred Raumberger
Wilhelm Manfred Raumberger (* 26. August 1931 in Fürth; † 17. Mai 2003 in Amberg) war ein deutscher Bildhauer, Skulpturenkünstler, Bronzegießer und Maler.

## Leben
Manfred Raumberger absolvierte eine Bildhauerlehre bei Philipp Siebenkäs in Fürth. Später war er Schüler bei Lois Rauschhuber in Nürnberg. Von 1950 bis 1954 studierte er an der Akademie der Bildenden Künste Nürnberg in der Klasse bei Professor Hermann Schorer. 1955 war Schüler des Metallbildhauers und Zeichners Karl Dörrfuß (1906–1984) in Fürth. Seit 1956 war Manfred Raumberger freischaffend tätig. Seit 1965 wohnte er in Amberg, wirkte freischaffend als Maler und Bildhauer.
Als das Ziel seiner Arbeiten bezeichnete Manfred Raumberger die Einbeziehung des Menschen und der Landschaft in eine moderne, gegenständliche Form.
Bis zu seinem Tod 2003 war Manfred Raumberger Mitglied der Gruppe Amberger Künstler.

## Arbeiten an öffentlichen Orten

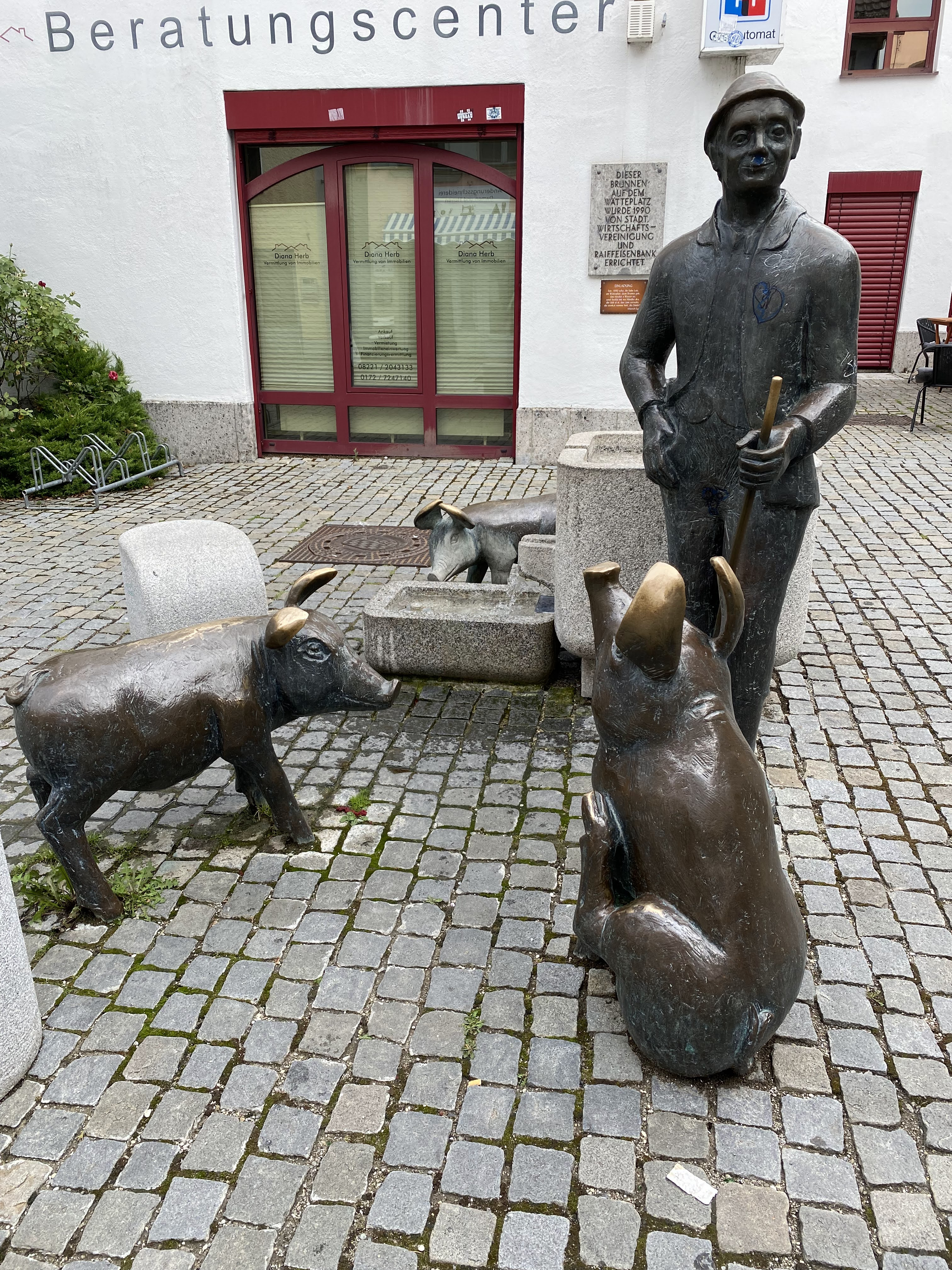
Schweinchenbrunnen in Günzburg

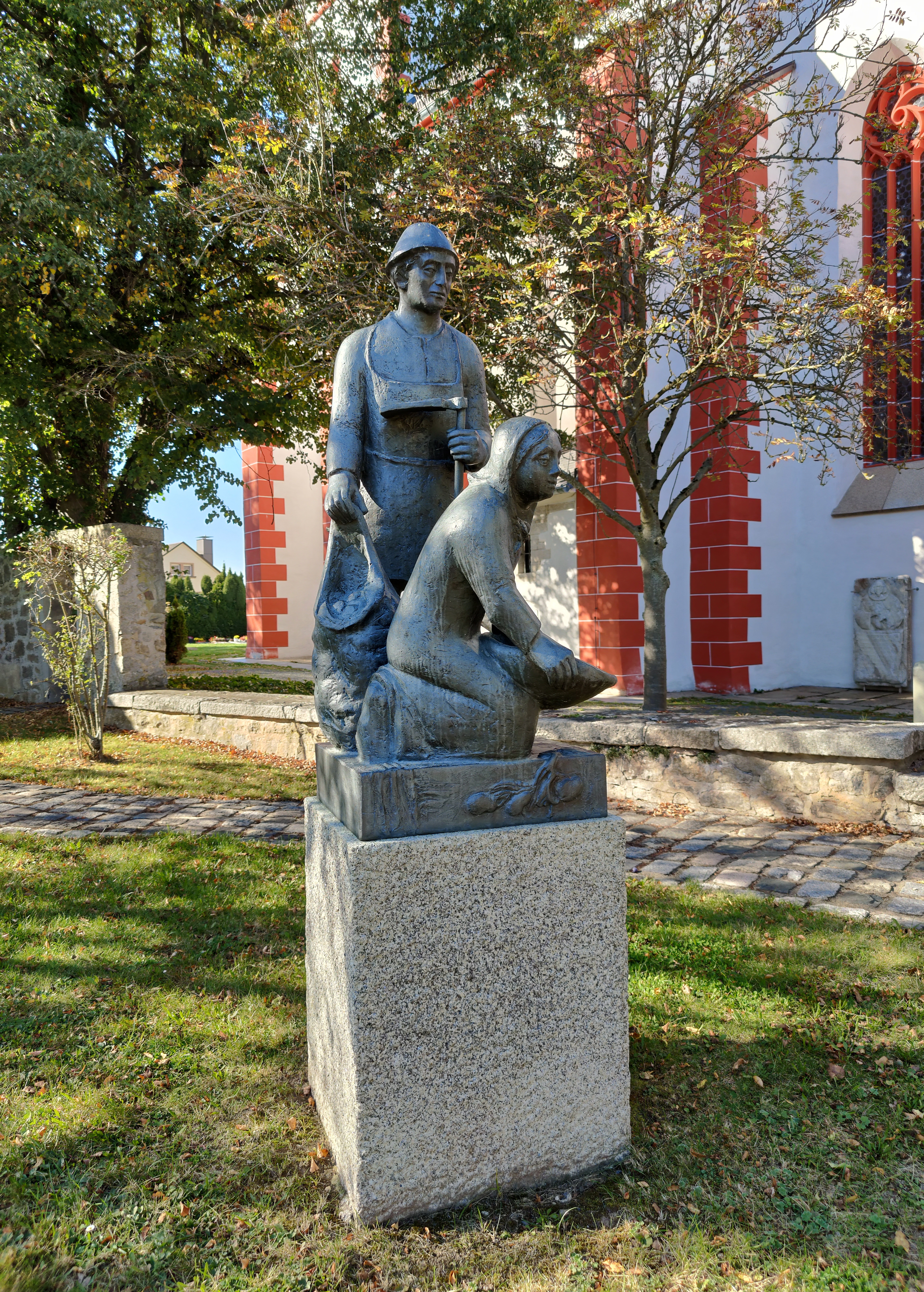
Kartoffeldenkmal in Pilgramsreuth

### In Amberg
- Schweindl-Brunnen (Viehmarkt)
- Vogelbrunnen (Grammer-Passage)
- Vier Elemente (Stadtwerke)
- Bürgerbrunnen (Eichenforstplatz)
- Bergmann/Steiger (Erzbergbrücke)
- Emailwand „Vier Jahreszeiten“, Keramikwand (Klinikum St. Marien, Therapiebad)
- Kupfer-Email-Relief „Das Kirchenjahr“ (Andreas-Hügel-Haus)
- Türe am Andreas-Hügel-Haus
- Türe am Eh’häusl
- Sämann an der Landwirtschaftsschule
- Emailwand für das Wohnungsunternehmen
- Verschiedene Reliefs und Putzintarsien an privaten und öffentlichen Gebäuden

### In anderen Orten
- Hans im Glück in Hirschau
- Kartoffeldenkmal in Pilgramsreuth
- Brückenplastik in Rehau
- Harlekin und Pulcinella in Rehau
- Schweinchenbrunnen in Günzburg
- Porträt-Relief für Fritz Erler (1899–1992) in der Erler-Klinik in Nürnberg
- Hl. Vitus und Hildegard in Schnaittenbach
- Hl. Nepomuk in Theuern und Wolfsbach

## Ausstellungen
Zahlreiche Gruppenausstellungen in Amberg, Ansbach, Düsseldorf, Erlangen, Fürth, Kötzting, Neumarkt, Nürnberg, Perigueux, Regensburg, Stuttgart, Weiden.
Einzelausstellungen in Leipzig (1956), Fürth (1964) und Amberg (1998).

## Auszeichnung
2001 wurde Wilhelm Manfred Raumberger als Ehrung für sein Wirken der Kulturpreis der Stadt Amberg verliehen.

## Nachleben
Im Jahr 2012 wurde von der Stadt Amberg im Sebastianviertel nach ihm die neue Manfred-Raumberger-Straße benannt.